# خلنج خيمي

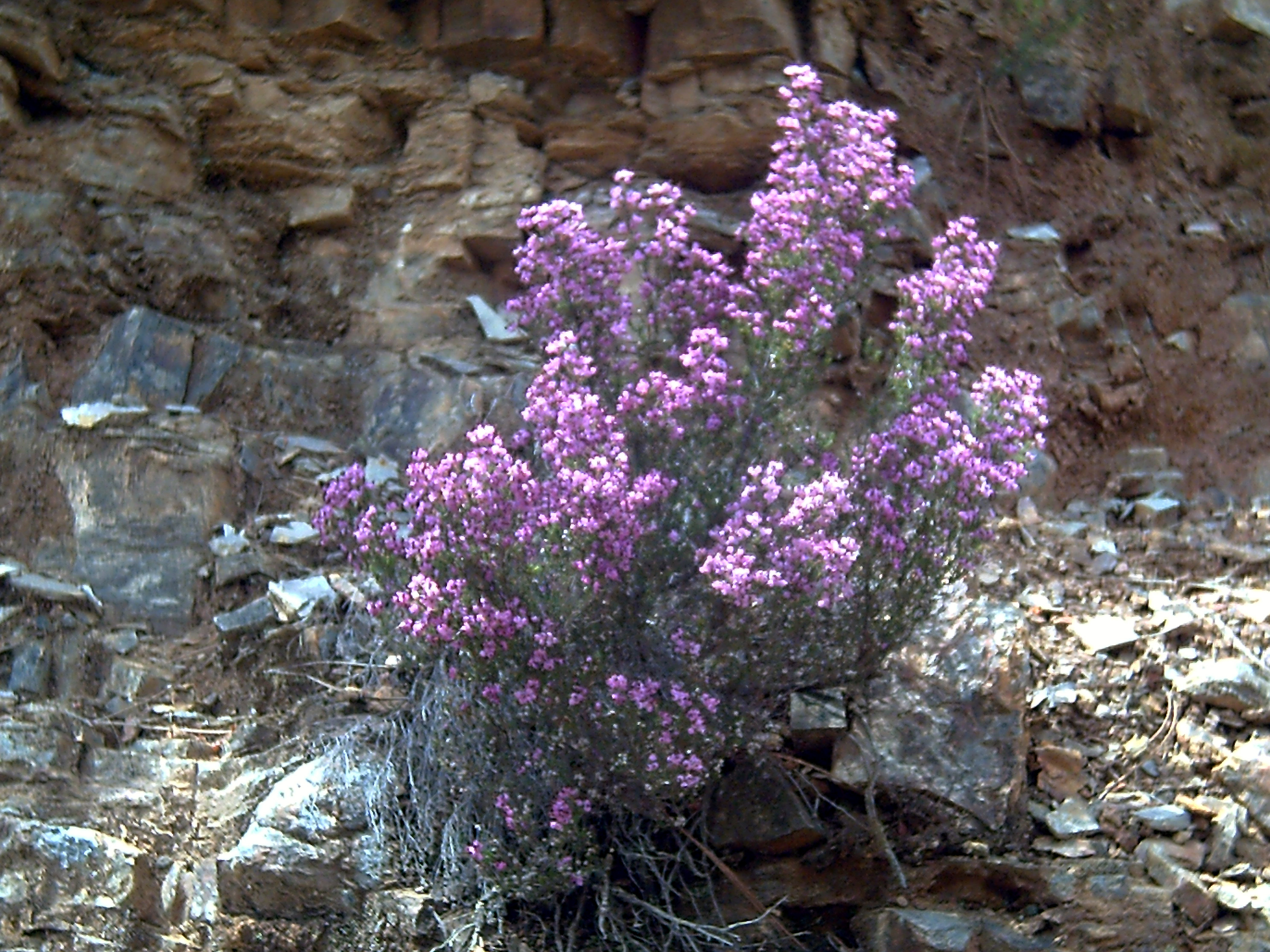

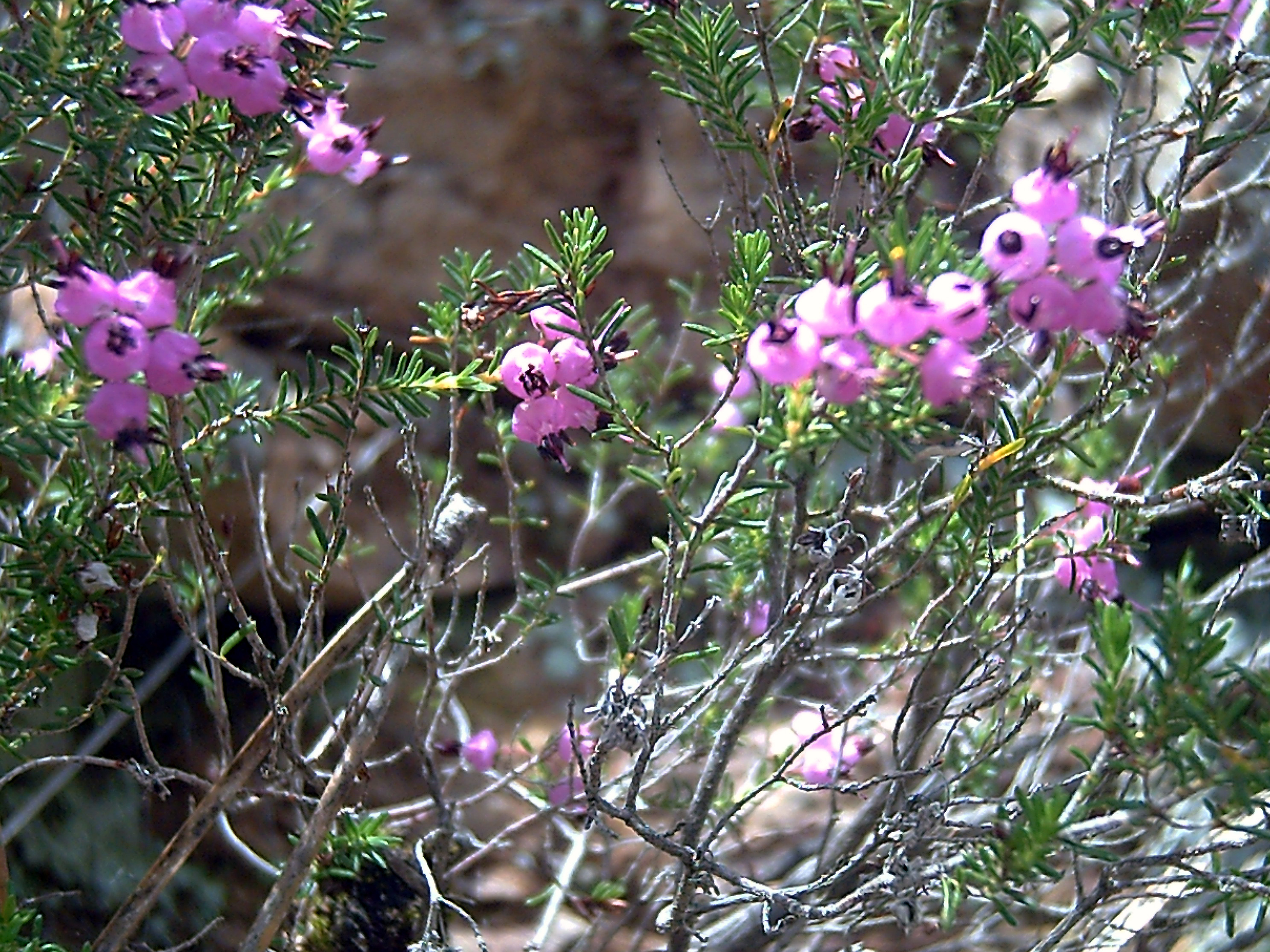
تفاصيل الخلنج الخيمي

خلنج خيمي (الاسم العلمي:Erica umbellata) هو نوع من النباتات يتبع جنس الخلنج من الفصيلة الخلنجية.